# Berja
Berja là một đô thị thuộc tỉnh Almería, ở cộng đồng tự trị Andalusia, Tây Ban Nha. Đô thị này có diện tích 218 km², dân số năm 2005 là 14.249 người. Đô thị này nằm ở sườn đông nam của Sierra de Gádor, 10 dặm về phía đông bắc Adra theo đường bộ.

## Biến động dân số
| 1999   | 2000   | 2001   | 2002   | 2003   | 2004   | 2005   |
| ------ | ------ | ------ | ------ | ------ | ------ | ------ |
| 13,317 | 13,279 | 13,331 | 13,405 | 13,670 | 13,924 | 14,249 |